# 无刚毛赤箭莎
无刚毛赤箭莎（学名：Schoenus nudifructus），为莎草科赤箭莎属下的一个植物种。